# Мисливський соус

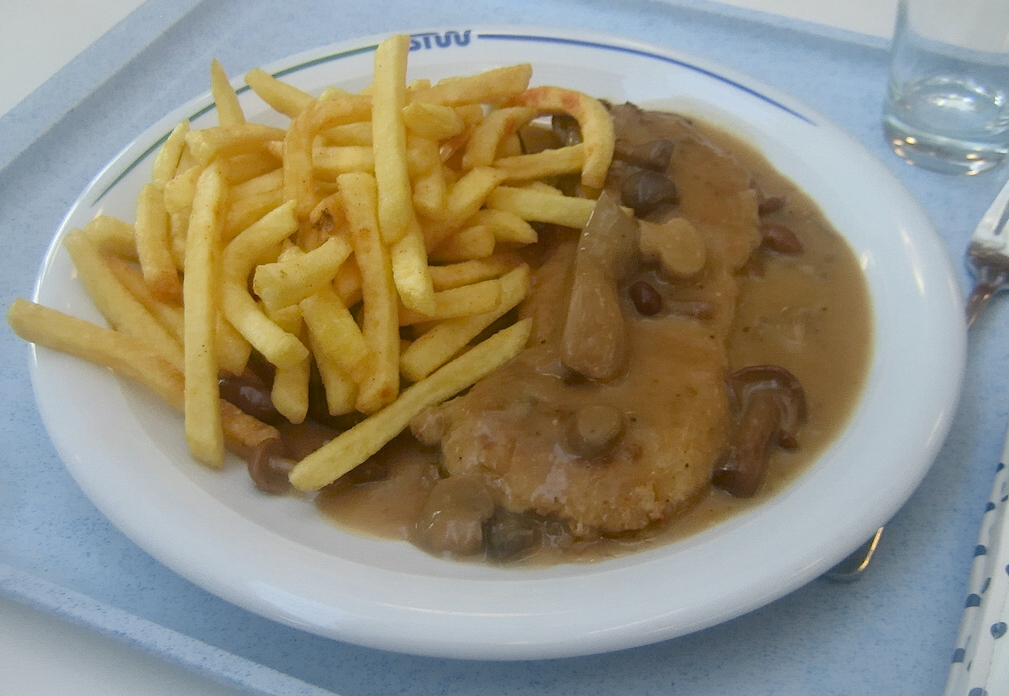
Мисливський шніцель - з мисливським соусом

Мисливський соус (фр. sauce chasseur) — насичений грибний соус французької кухні, який подають до смаженої яловичини, оленини та ескалопу.
Для приготування мисливського соусу печериці з цибулею-шалот пасерують у  маслі, додають і випарюють біле вино, змішують з коричневим соусом і приправляють  маслом та петрушкою. У рецепті Ескоф'є Оґюст в соусі використовують також горілку та томатний соус. Мисливський соус з часником називається «маренго». Мисливський соус, приготований на вершках, має більш світлий колір та інший смак. Панірований шніцель, сервірований з мисливським соусом, — класична в німецькій кухні страва «егершніцель».